# Antocha (Antocha) ophioglossa
Antocha (Antocha) ophioglossa is een tweevleugelige uit de familie steltmuggen (Limoniidae). De soort komt voor in het Oriëntaals gebied.